# یوکی اوکوسا
یوکی اوکوسا (ژاپنی: 植草 裕樹؛ زادهٔ ۲ ژوئیهٔ ۱۹۸۲) یک بازیکن فوتبال اهل ژاپن است.
از باشگاه‌هایی که در آن بازی کرده‌است می‌توان به باشگاه فوتبال کاوازاکی فرونتال، باشگاه فوتبال مونتدیو یاماگاتا، باشگاه فوتبال ویسل کوبه، باشگاه فوتبال و-واران ناگاساکی و باشگاه فوتبال شیمیزو اس-پالس اشاره کرد.